# Mezinárodní den za omezení katastrof
Mezinárodní den za omezení katastrof je připomínkovým dnem OSN a připadá na 13. října. Cílem aktivit, spojených s tímto dnem je, aby se každá vláda i každý občan podíleli na budování komunit a národů odolnějších proti katastrofám. Valné shromáždění OSN prohlásilo tento den Mezinárodním dnem za omezení přírodních katastrof na svém plenárním zasedání 22. 12. 1989, jako součást vyhlášení 90. let 20. století Mezinárodní dekádou za omezení přírodních katastrof.
V roce 2002 se Valné shromáždění OSN další rezolucí rozhodlo připomínat tento den každoročně, jako prostředek k šíření globální kultury omezování rizik přírodních katastrof, včetně prevence, mitigace a připravenosti.
V roce 2009 se Valné shromáždění OSN rozhodlo slavit tento den každoročně 13. října, a také upravilo název tohoto dne na Mezinárodní den za omezení katastrof.